# Nassella catamarcensis
Nassella catamarcensis là một loài thực vật có hoa trong họ Hòa thảo. Loài này được Torres mô tả khoa học đầu tiên năm 1997.